# NGC 1118
NGC 1118 este o galaxie lenticulară situată în constelația Eridanul. A fost descoperită în 1 noiembrie 1886 de către Lewis A. Swift.